# Liechtensteinische Post AG
La Liechtensteinische Post AG est le groupe de poste du Liechtenstein, fondé en 2000.
La poste fait partie de l'association  Small European Postal Administration Cooperation.

## Historique
Au XIXe siècle, le Liechtenstein ne disposait d'aucun service postal. Le premier bureau de poste a ouvert en 1818 à Balzers et le second à Vaduz en 1845. Lorsque les timbres furent introduits, le Liechtenstein délégua son service postal à la poste autrichienne. Les timbres étaient les mêmes que ceux du pays voisin. Le montant de ce service coûtait à l'Autriche une somme autour de 10 000 couronnes.
Le 18 février 1920, le contrat n'a été renouvelé et l'Autriche a arrêté de desservir le  pays à la fin du mois. Pendant une courte période, le Liechtenstein a créé sa propre administration postale.
Le service postal fut ensuite géré par La Poste suisse à compter du 1er février 1921 à la suite d'une convention signée entre les deux États (l'union douanière plus large est elle en vigueur depuis 1924).
En 2000, une nouvelle entreprise est créée afin de gérer ce secteur sur le territoire national.